# Philippe Lacoue-Labarthe
Philippe Lacoue-Labarthe (ur. 6 marca 1940 w Tours, zm. 27 stycznia 2007 w Paryżu) – francuski filozof, krytyk literacki i tłumacz.
Wpływ na jego filozofię mieli Martin Heidegger, Jacques Derrida i niemiecki romantyzm. Wiele swoich prac napisał we współpracy z Jeanem-Lukiem Nancym, z którym pracował na Université Marc Bloch w Strasburgu. Lacoue-Labarthe był również tłumaczem na francuski prac Heideggera, Paula Celana, Friedricha Nietzschego, Friedricha Hölderlina i Waltera Benjamina.

## Publikacje
- Le Titre de la lettre: une lecture de Lacan (wraz z Jeanem-Lukiem Nancym) Galilée, 1973.
- L'Absolu littéraire: théorie de la littérature du romantisme allemand (wraz z Jeanem-Lukiem Nancym) Le Seuil, 1978.
- Le Sujet de la philosophie: Typographies 1, Flammarion, 1979.
- L'Imitation des modernes: Typographies 2, Galilée, 1985.
- La Poésie comme expérience, Bourgois, 1986.
- La Fiction du politique: Heidegger, l'art et la politique, Bourgois, 1988.
- Musica ficta: figures de Wagner, Bourgois, 1991.
- Le Mythe nazi (wraz z Jeanem-Lukiem Nancym) L'Aube, 1991.
- Pasolini, une improvisation : d’une sainteté, William Blake & Co, 1995.
- Métaphrasis, suivi de Le théâtre de Hölderlin, PUF, 1998.
- Phrase, Bourgois, 2000.
- Poétique de l'histoire, Galilée, 2002.
- Heidegger : la politique du poème, Galilée, 2002.
- L'« Allégorie », suivi de Un Commencement (wraz z Jeanem-Lukiem Nancym) Galilée, 2006.
- La Vraie Semblance, Galilée, 2008.
- Préface à La Disparition, Bourgois, 2009.
- Sit venia verbo (wraz z Michelem Deutschem) Bourgois, 1988.